# Greenport (Comtat de Columbia)
Greenport és un poble del Comtat de Columbia (Nova York) als Estats Units d'Amèrica.

## Demografia
Segons el cens dels Estats Units del 2000 Greenport tenia 4.180 habitants, 1.777 habitatges, i 1.144 famílies. La densitat de població era de 86 habitants/km².
Dels 1.777 habitatges en un 25,9% hi vivien nens de menys de 18 anys, en un 48,8% hi vivien parelles casades, en un 11,8% dones solteres, i en un 35,6% no eren unitats familiars. En el 29,8% dels habitatges hi vivien persones soles el 16,4% de les quals corresponia a persones de 65 anys o més que vivien soles. El nombre mitjà de persones vivint en cada habitatge era de 2,28 i el nombre mitjà de persones que vivien en cada família era de 2,83.
Per edats la població es repartia de la següent manera: un 21,1% tenia menys de 18 anys, un 6,4% entre 18 i 24, un 26,8% entre 25 i 44, un 25,1% de 45 a 60 i un 20,6% 65 anys o més.
L'edat mediana era de 42 anys. Per cada 100 dones de 18 o més anys hi havia 87,8 homes.
La renda mediana per habitatge era de 37.394 $ i la renda mediana per família de 47.452 $. Els homes tenien una renda mediana de 35.250 $ mentre que les dones 26.381 $. La renda per capita de la població era de 20.543 $. Entorn del 6,1% de les famílies i el 10,3% de la població estaven per davall del llindar de pobresa.